# Rue Frédéric-Mourlon
La rue Frédéric-Mourlon est une voie du 19e arrondissement de Paris, en France.

## Situation et accès
La rue Frédéric-Mourlon est une voie publique située dans le 19e arrondissement de Paris. Elle débute au 50, boulevard Sérurier et se termine au 7, boulevard d'Algérie.

## Origine du nom
La rue doit son nom au jurisconsulte d'origine creusoise, Frédéric Mourlon (1811-1866).

## Historique
La voie a été ouverte et a pris sa dénomination actuelle en 1932 sur l'emplacement du bastion no 21 de l'enceinte de Thiers.

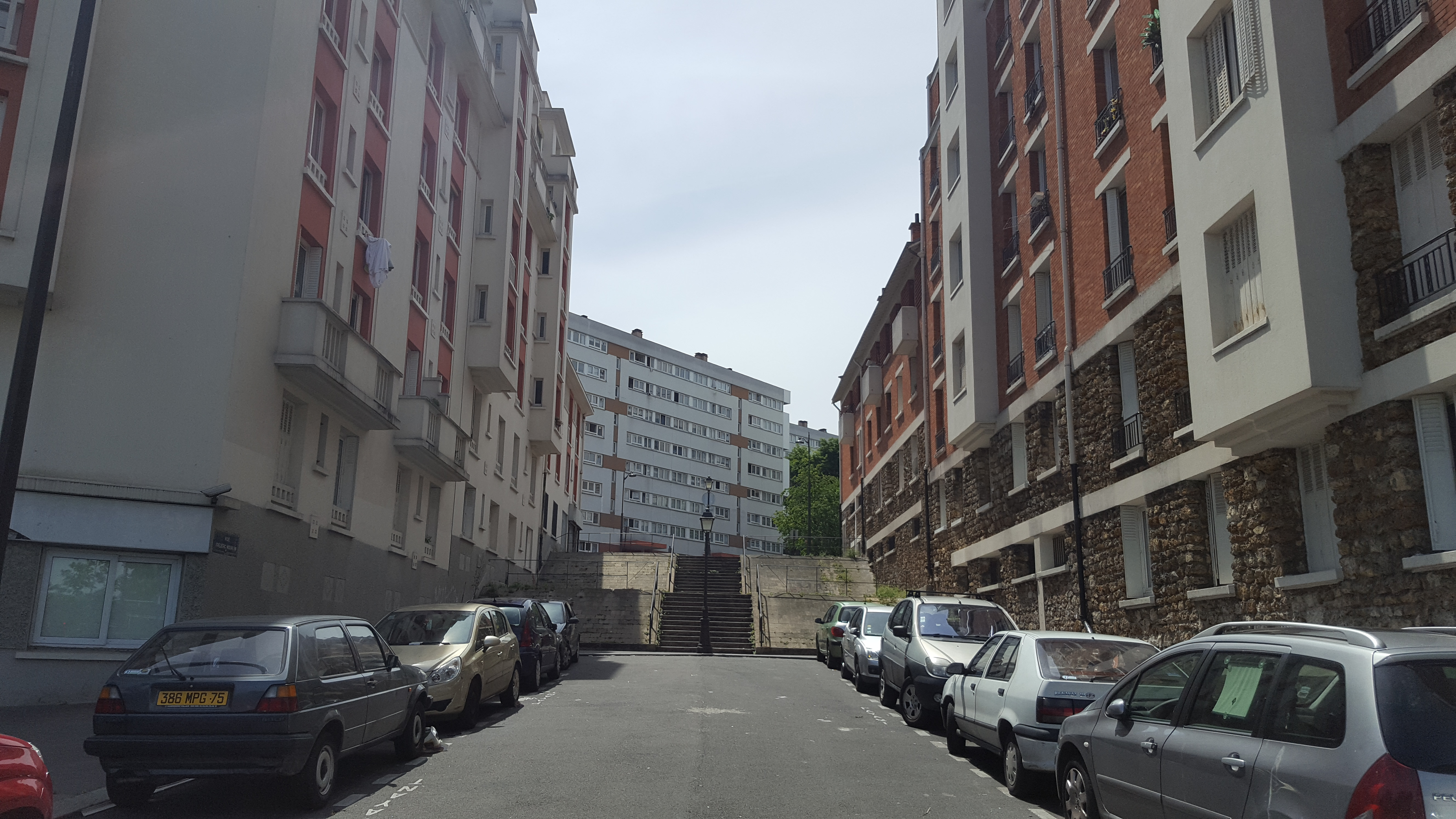
La rue Frédéric-Mourlon, vue depuis le boulevard d'Algérie.